# Vallás- és Közoktatásügyi Minisztérium
A Vallás- és Közoktatásügyi Minisztérium (rövidítve: VKM) az egyik minisztérium volt Magyarországon 1848/49, illetve 1867 és 1951 között. Élén a vallás- és közoktatásügyi miniszter állt. 

## Története
A tárca jogkörét 1848 előtt a magyar és erdélyi kancellária, továbbá a Helytartótanács gyakorolta. Első ízben az 1848:III. tc. 14.§-ának e./ pontja intézkedett egy önálló magyar kultuszminisztérium felállításáról. Ez a minisztérium 1849. augusztus 11-ig működött. A provizórium időszaka után 1860/61-től a Magyar Királyi Udvari Kancellária és a budai magyar királyi Helytartótanács vette át újra a hatáskörét.
A kiegyezést illetve a magyar királyi felelős minisztérium megszervezését követően a második Magyar királyi Vallás- és Közoktatásügyi Minisztérium 1867. március 10-én kezdte meg működését. Vezetője  báró Eötvös József volt.  A tárca a Helytartótanács IV. szekciójának hatáskörét vette át és kisebb változásokkal folyamatosan gyakorolta 1945-ig. Hatásköre csak 1918-ban a királyi hatalom megszüntetésével bővült, mivel a király főkegyúri jogkörét - amelyet korábban is a vallás- és közoktatásügyi miniszter útján gyakorolt - a Szentszék hallgatólagos jóváhagyásával a VKM vette át.

### 1944 után
1944. december 22-től  az Ideiglenes Nemzeti Kormányban a Vallás- és Közoktatási Minisztérium vezetésére Teleki Géza kapott megbízást.  Teleki e tárcát  1945. november 13-ig vezette. 1945. november 15-től 1947. március 14-ig Keresztury Dezső állt a kultuszminisztérium élén. Utódja Ortutay Gyula lett, akinek hivatali ideje 1947. március 14-től 1950. február 25-ig tartott.
A minisztérium  (korabeli írásmóddal Vallás- és közoktatásügyi Minisztérium) egy részéből 1949. május 11-én létrehozták a Népművelési Minisztériumot.